# Garry Robbins
Garry Robbins (St. Catharines, 9 september 1957 – aldaar, 11 december 2013), beter bekend als de "langste man van Canada", was een Canadees acteur en voormalig professioneel worstelaar. Hij was ook een stuntman, stuntcoördinator en lijfwacht.

## Professioneel worstelcarrière
In april 1990 maakte Robbins zijn worsteldebuut bij de Canadese worstelorganisatie, Canadian National Wrestling Alliance, als Canadian Giant. Hij bleef daar worstelen tot mei 1990.
In juni 1991 ging Robbins aan de slag bij de Japanse worstelorganisatie, New Japan Pro Wrestling (NJPW), als Canadian Giant. Hij worstelde in verscheidene "tag team"-wedstrijden en zijn vaste tag teampartner was Smash, die in de WWF bekend was als lid van Demolition. Op 4 juli 1991 worstelde hij zijn laatste wedstrijd voor de NJPW.
Op 19 juli 1991 maakte Robbins zijn debuut bij de Amerikaanse worstelorganisatie, Global Wrestling Federation, als Paul Bunyan en hij bleef daar worstelen tot augustus 1991.
Op 8 augustus 1992 verscheen Robbins eenmalig op World Wrestling Council als Canadian Giant en won de wedstrijd van Atkie Malumba. In december 1993 verscheen Robbins meermaals in de Indiase organisatie, Indo-Asian Wrestling.

## Persoonlijk leven
Robbins overleed op 11 december 2013 ten gevolge van een hartaanval.